# La Leche League
La Leche League (LLL) est une association internationale de soutien et d'information à l'allaitement maternel.

## Histoire[1]
La Leche League a été créée en 1956 à Franklin Park (Illinois, États-Unis) par sept femmes, Mary White, Marian Tompson, Mary Ann Cahill, Edwina Froehlich, Mary Ann Kerwin, Viola Lennon et Betty Wagner, qui souhaitaient soutenir et informer sur l'allaitement maternel.
Elle a été créée en réaction au manque d'information disponible de la part du corps médical à cette époque. Après avoir commencé par des réunions et des réponses aux lettres envoyées par courrier, l'association édite le livre L'art de l'Allaitement Maternel, détaillant les problématiques courantes liées à l'allaitement et aux manières de s'occuper des nouveau-nés et des bébés.
Le nom de l'association a été fixé en 1957. Il rend hommage à l'action des premiers colons espagnols en Amérique, qui ont baptisé en 1598 une église du nom de Nuestra Senora del Buen Parto y del Leche Abondante (Notre-Dame de l'heureuse délivrance et du lait abondant). En effet, dans les années 1950 aux États-Unis, le mot breastfeeding (littéralement "alimentation au sein") pouvait paraître trop explicite. 

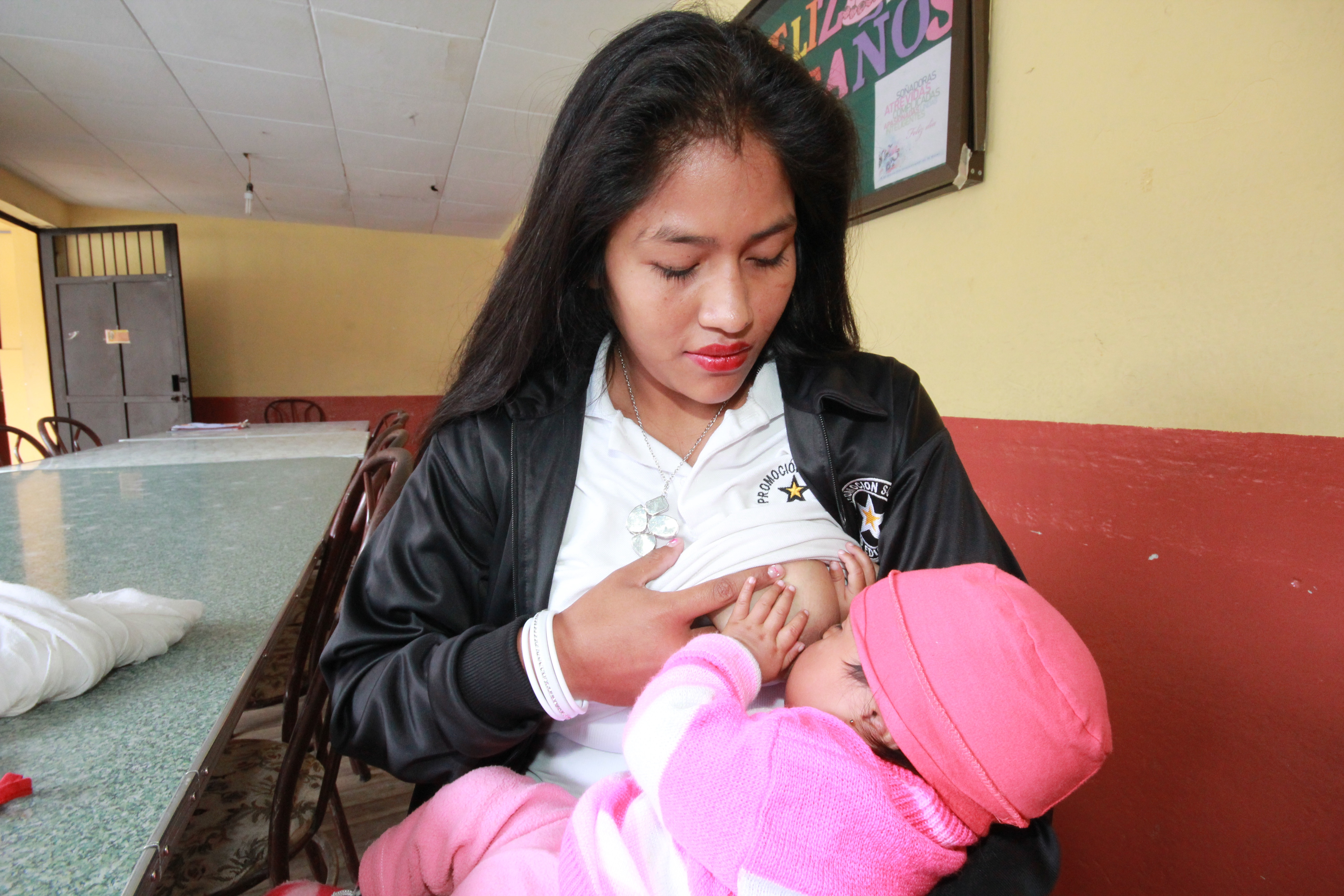
Allaitement maternel en Équateur

Le siège international se situe aujourd'hui à Raleigh (NC). La Leche League est un « organisme non gouvernemental et à but non lucratif » installé dans l'État de l'Illinois. Elle est présente dans plus de 70 pays.
LLL France existe depuis 1973 en France. Elle compte 338 animatrices, toutes des mères bénévoles formées à la conduite de l'allaitement et aux techniques d'aide et de soutien. Ces animatrices bénévoles organisent une réunion par mois, répondent depuis chez elles aux appels des mères, offrent une permanence téléphonique tous les jours de l'année, alimentent un site internet et animent un forum répondant aux questions des mères.

Ces derniers temps aux Etats-Unis notamment, elle est devenue controversée dans le sens où elle promeut aussi l'allaitement par des femmes transgenres et ce sans études sur la lactation masculine et ses effets sur les bébés. 

## Statut
LLL France est une association loi de 1901 à but non lucratif. Cette association est reconnue d'intérêt général. 
Elle organise tous les 3 ans, une journée de conférences la JIA (Journée Internationale de l'Allaitement), destinées aux professionnels de santé. 